# Sainte-Gemme-en-Sancerrois
 Sainte-Gemme-en-Sancerrois  là một xã thuộc tỉnh Cher trong vùng Centre-Val de Loire miền trung Pháp.